# Kit West
Kit West (Londres, 6 de fevereiro de 1936 — 17 de abril de 2014) é um especialista em efeitos visuais britânico. Venceu o Oscar de melhores efeitos visuais na edição de 1982 por Raiders of the Lost Ark, ao lado de Richard Edlund, Bruce Nicholson e Joe Johnston.